# Nintendo Selects
Nintendo Selects è un marchio commerciale utilizzato da Nintendo per promuovere i videogiochi più venduti per le console Nintendo. I videogiochi con tale marchio vengono commercializzati ad un prezzo inferiore rispetto a quello di lancio, che ad esempio per quelli per Wii è di € 24,99.

## Videogiochi di Nintendo Selects per console

### Game Boy (Nintendo Classics)
- Dr. Mario
- The Legend of Zelda: Link's Awakening
- Donkey Kong Land
- Super Mario Land
- Pokémon Rosso e Blu
- Metroid II: Return of Samus
- Tetris
- Wario Land: Super Mario Land 3
- Super Mario Land 2: 6 Golden Coins

### Game Boy Advance
- The Legend of Zelda: A Link to the Past (Four Swords)
- Super Mario Advance
- Mario Kart Advance

### Nintendo 64 (Player's choice)
- F-Zero X
- Bomberman 64
- Super Mario 64
- Mario Kart 64
- The Legend of Zelda: Ocarina of Time
- Star Fox 64
- Mario Party
- Donkey Kong 64

### Wii
- Animal Crossing: Let's Go to the City (non disponibile in Australia)
- Donkey Kong Country Returns
- Mario Kart Wii
- Mario Party 8
- Mario Party 9
- Mario Super Sluggers (non disponibile in Europa)
- New Play Control! Mario Power Tennis
- New Super Mario Bros. Wii
- Pikmin 2
- Punch-Out!!
- PokéPark Wii: La grande avventura di Pikachu
- Rayman Raving Rabbids
- Sports Play
- Super Mario Galaxy
- Super Mario Galaxy 2
- Super Paper Mario
- Super Smash Bros. Brawl
- WarioWare: Smooth Moves
- The Legend of Zelda: Twilight Princess
- Wii Sports
- Wii Party
- Super Mario All-Stars (Solo in America)

### Nintendo 3DS (Dal 16 ottobre 2015)
- Nintendogs + Cats
- Mario Party: Island Tour
- Starfox 64 3D (Solo In Europa)
- Yoshi's New Island
- The Legend of Zelda: A Link Between Worlds
- Donkey Kong Country Returns 3D (Solo in America)
- Animal Crossing: New Leaf
- LEGO City Undercover: The Chase
- Tomodachi Life (Solo in America)
- Luigi's Mansion 2
- Super Mario Maker 3D
- Paper Mario: Sticker Star
- Mario & Luigi: Dream Team Bros.

### Wii U (Dal 15 aprile 2016)
- NES Remix Pack (Solo in America)
- Pikmin 3 (Solo in America)
- Donkey Kong Country: Tropical Freeze
- Super Mario 3D World (Solo in America)
- New Super Mario Bros. U + New Super Luigi U (Solo in Europa ed Australia)
- Wii Party U (Solo in Europa ed Australia)
- The Legend of Zelda: The Wind Waker HD
- Lego City Undercover
- Nintendo Land
- FAST Racing NEO (Nintendo eShop Selects) (Solo in Europa ed Australia)
- SteamWorld Collection (Nintendo eShop Selects) (Solo in Europa ed Australia)
- Mario Party 10 (Nintendo eShop Selects)
- Captain Toad: Treasure Tracker (Nintendo eShop Selects)